# ضريبة تصاعدية
الضريبة التصاعدية هي الضريبة التي بلغ متوسط معدل الضريبة (الضرائب المدفوعة ÷ الدخل الشخصي) أكثر من المبلغ الخاضع للضريبة. يشير المصطلح «تصاعدي» إلى الطريقة التي تتقدم بها معدل الضريبة من الأقل إلى الأعلى، مما يؤدي إلى أن يكون متوسط معدل الضريبة على دافع الضرائب أقل من معدل الضريبة الهامشي للشخص. يمكن تطبيق المصطلح على الضرائب الفردية أو على النظام الضريبي ككل؛ سنة، متعددة السنوات، أو طول العمر. يتم فرض ضرائب تصاعدية في محاولة للحد من معدل الضريبة للأشخاص ذوي القدرة المنخفضة على الدفع، حيث تحول هذه الضرائب الحدوث بشكل متزايد إلى أولئك الذين لديهم قدرة أعلى على الدفع. عكس الضريبة التصاعدية هي ضريبة تنازلية، حيث ينخفض متوسط معدل الضريبة أو العبء مع زيادة قدرة الفرد على الدفع.
يطبق المصطلح في كثير من الأحيان بالإشارة إلى ضرائب الدخل الشخصي، حيث يدفع الأشخاص ذوو الدخل المنخفض نسبة مئوية أقل من ذلك الدخل من الضريبة مقارنة بالأشخاص ذوي الدخل العالي. يمكن أن ينطبق أيضًا على تعديلات القاعدة الضريبية باستخدام الإعفاءات الضريبية أو الائتمانات الضريبية أو الضرائب الانتقائية التي تخلق تأثيرات توزيع تدريجية. على سبيل المثال، يمكن وصف ضريبة الثروة أو الممتلكات، ضريبة المبيعات على السلع الكمالية، أو الإعفاء من ضرائب المبيعات على الضروريات الأساسية، بأنها لها تأثيرات تصاعدية حيث إنها تزيد من العبء الضريبي على الأسر ذات الدخل المرتفع وتقلل من الضرائب المفروضة على الأسر ذات الدخل المنخفض.
غالبًا ما يقترح فرض ضرائب تصاعدية كوسيلة لتخفيف العلل المجتمعية المرتبطة بعدم المساواة في الدخل المرتفع، حيث يقلل الهيكل الضريبي من عدم المساواة،  لكن الاقتصاديين يختلفون حول الآثار الاقتصادية طويلة المدى للسياسة الضريبية. تشير إحدى الدراسات إلى أن الضرائب التصاعدية يمكن أن ترتبط بشكل إيجابي بالسعادة والرفاهية الشخصية للدول ورضا المواطنين عن المنافع العامة، مثل التعليم والنقل.

## التاريخ

### الأمثلة المبكرة
في الأيام الأولى للجمهورية الرومانية، كانت الضرائب العامة تتألف من تقييمات على الثروة والممتلكات المملوكة. كان معدل الضريبة في ظل الظروف العادية 1 ٪ من قيمة العقار، ويمكن أن يرتفع في بعض الأحيان حتى يصل إلى 3 ٪ في حالات مثل الحرب. تم فرض هذه الضرائب على الأراضي والمنازل وغيرها من العقارات والعبيد والحيوانات والأغراض الشخصية والثروة النقدية. بحلول عام 167 قبل الميلاد، لم تعد روما بحاجة إلى فرض ضريبة على مواطنيها في شبه الجزيرة الإيطالية، بسبب ثرواتهم المكتسبة من المقاطعات التي تم فتحها. بعد التوسع الروماني الكبير في القرن الأول، فرض أغسطس سيزار ضريبة الثروة بحوالي 1٪ وضريبة استطلاع ثابتة على كل شخص بالغ، مما جعل النظام الضريبي أقل تقدمًا (حيث لم يعد الثروة الضريبية فقط).

### العصر الحديث
تم فرض أول ضريبة دخل حديثة في بريطانيا من قبل رئيس الوزراء وليام بيت الأصغر في ميزانيته في ديسمبر عام 1798، لدفع ثمن الأسلحة والمعدات اللازمة للحرب الثورية الفرنسية. بدأت ضريبة الدخل الجديدة (التصاعدية) الخاصة بـبيت بتحصيل 2 بنس قديم بالجنيه (1/120) على الدخول التي تتجاوز 60 جنيهًا إسترلينيًا وزادت بحد أقصى 2 شلن (10٪) على دخل يزيد عن 200 جنيه إسترليني. أعرب بيت عن أمله في أن ترفع ضريبة الدخل الجديدة 10 ملايين جنيه إسترليني، لكن إجمالي الإيرادات الفعلية لعام 1799 بلغ ما يزيد قليلاً عن 6 ملايين جنيه إسترليني.
تم فرض ضريبة الدخل التدريجية لـبيت من عام 1799 إلى عام 1802، عندما تم إلغاؤها من قِبل هنري أدينغتون. تولى أدينغتون منصب رئيس الوزراء في عام 1801، بعد استقالة بيت بسبب التحرر الكاثوليكي. أعاد أدينغتون تطبيق ضريبة الدخل في عام 1803 عندما استؤنفت الأعمال العدائية، ولكن تم إلغاؤها مرة أخرى في عام 1816، بعد عام واحد من معركة واترلو.
أعاد السير روبرت بيل تطبيق ضريبة الدخل في المملكة المتحدة في قانون ضريبة الدخل لعام 1842 . عارض بيل، بصفته محافظًا، ضريبة الدخل في الانتخابات العامة لعام 1841، لكن العجز المتزايد في الميزانية تطلب مصدرًا جديدًا للأموال. تم فرض ضريبة الدخل الجديدة، بناءً على نموذج أدينغتون على الدخول التي تتجاوز 150 جنيهًا إسترلينيًا. على الرغم من أن هذا الإجراء كان يهدف في البداية إلى أن يكون مؤقتًا، إلا أنه سرعان ما أصبح عنصرًا أساسيًا في نظام الضرائب البريطاني. تم تشكيل لجنة في عام 1851 تحت قيادة جوزيف هيوم للتحقيق في الأمر، لكنها فشلت في التوصل إلى توصية واضحة. على الرغم من الاعتراض الصاخب، احتفظ وليام جلادستون، وزير الخزانة من عام 1852، بضريبة الدخل التصاعدية، ومددها لتغطية تكاليف حرب القرم. بحلول ستينيات القرن التاسع عشر، أصبحت الضريبة التصاعدية عنصرًا مقبولًا على مضض في النظام المالي الإنجليزي.
في الولايات المتحدة، تم وضع أول ضريبة دخل تدريجية بموجب قانون الإيرادات لعام 1862 . تم التوقيع على القانون من قبل الرئيس أبراهام لنكولن، واستعيض عنه بقانون الإيرادات لعام 1861، والذي فرض ضريبة دخل ثابتة بنسبة 3 ٪ على الدخول التي تتجاوز 800 دولار. سمح التعديل السادس عشر لدستور الولايات المتحدة، الذي تم تبنيه في عام 1913، للكونجرس بفرض جميع ضرائب الدخل دون أي شرط للتوزيع. بحلول منتصف القرن العشرين، كانت معظم الدول قد طبقت شكلاً من أشكال ضريبة الدخل التصاعدية.

## قياس التقدمية
تم إنشاء مؤشرات مثل مؤشر الدعاوى، معامل جيني، مؤشر كاكواني، مؤشر ثيل، مؤشر أتكينسون، ومؤشر هوفر لقياس مدى تقدم الضرائب، وذلك باستخدام مقاييس مستمدة من توزيع الدخل وتوزيع الثروة.

### معدلات الضريبة الهامشية والفعالة

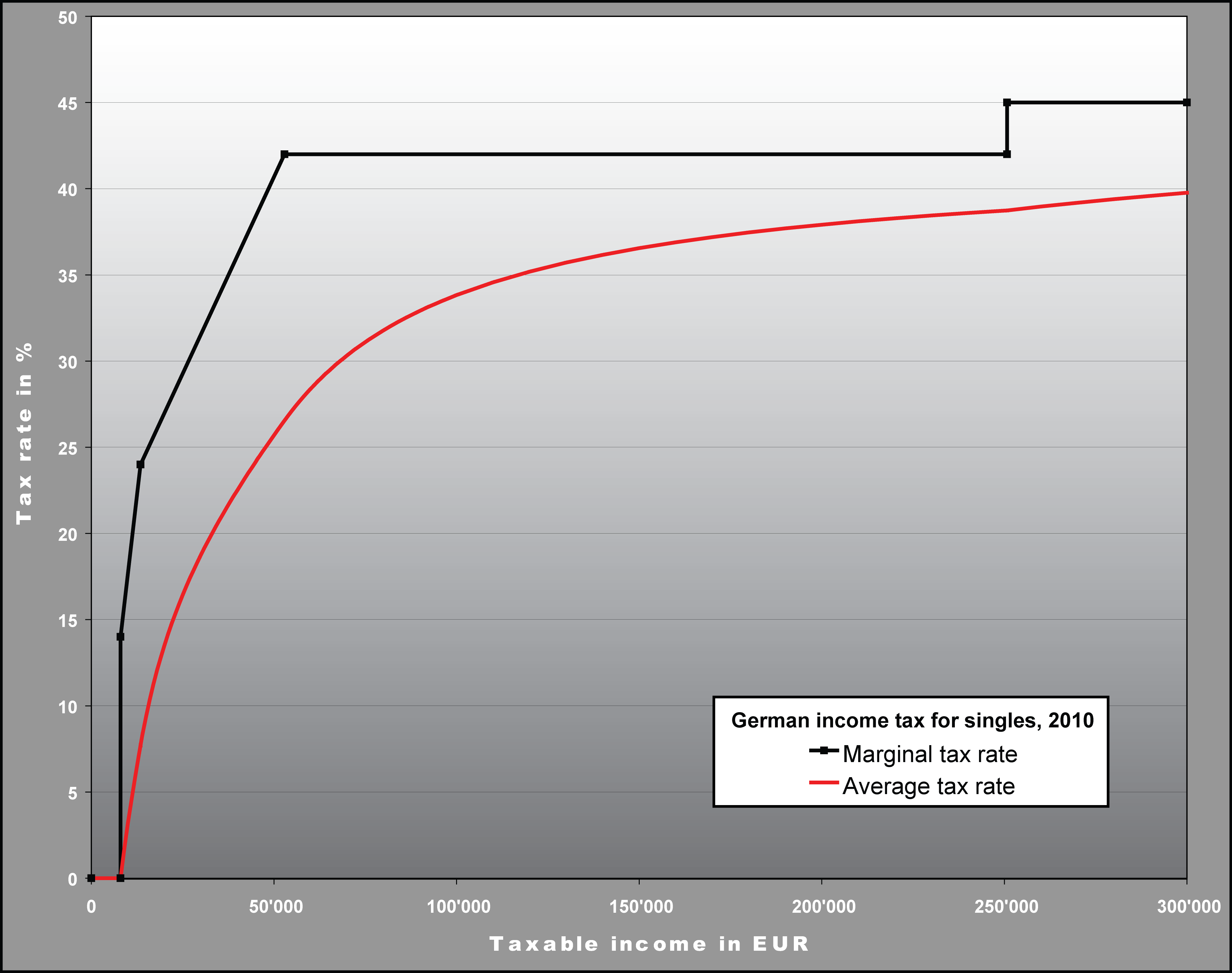
معدلات هامشية ومتوسط ضريبة الدخل الألمانية تظهر بنية تقدمية.

يمكن التعبير عن معدل الضريبة بطريقتين مختلفتين؛ المعدل الهامشي معبراً عنه بالسعر على كل وحدة إضافية من الدخل أو الإنفاق (أو آخر دولار تم إنفاقه) والمعدل الفعلي (المتوسط) معبراً عنه كضريبة إجمالية مدفوعة مقسومة على إجمالي الدخل أو الإنفاق. في معظم النظم الضريبية التصاعدية، سيرتفع كلا المعدلين مع ارتفاع المبلغ الخاضع للضريبة، على الرغم من أنه قد يكون هناك نطاقات حيث يكون المعدل الهامشي ثابتًا. عادة، يكون متوسط معدل الضريبة لدافعي الضرائب أقل من معدل الضريبة الهامشية. في نظام به ائتمانات ضريبية قابلة للاسترداد أو استحقاقات الرفاه التي تم اختبارها للدخل، من الممكن أن تنخفض المعدلات الحدية مع ارتفاع الدخل عند مستويات دخل أقل.  

### التضخم والضرائب بين قوسين
قوانين الضرائب قد لا تكون مفهرسة بدقة للتضخم. على سبيل المثال، قد تتجاهل بعض القوانين الضريبية التضخم تمامًا. في نظام الضرائب التصاعدي، سيؤدي الفشل في فهرسة الأقواس إلى التضخم في النهاية إلى زيادات ضريبية فعالة (إذا استمر التضخم)، لأن التضخم في الأجور سيزيد من دخل الفرد وينقل الأفراد إلى فئات ضريبية أعلى ذات نسب مئوية أعلى. تُعرف هذه الظاهرة باسم زحف القوس ويمكن أن تسبب جرًا ماليًا. [بحاجة لمصدر]

## الآثار الاقتصادية
هناك جدل بين السياسيين والاقتصاديين حول دور السياسة الضريبية في تخفيف أو تفاقم عدم المساواة في الثروة[بحاجة لمصدر] والآثار على النمو الاقتصادي[بحاجة لمصدر] .

### دخل المساواة
الضرائب التصاعدية لها تأثير مباشر على الحد من عدم المساواة في الدخل. هذا مُعتبر بشكل خاص إذا تم استخدام الضرائب لتمويل الإنفاق الحكومي التصاعدي مثل مدفوعات التحويل وشبكات الأمان الاجتماعي. ومع ذلك، قد يكون التأثير صامتًا إذا تسببت المعدلات الأعلى في زيادة التهرب الضريبي. عندما يكون التفاوت في الدخل منخفضًا، سيكون إجمالي الطلب مرتفعًا نسبيًا، لأن المزيد من الأشخاص الذين يريدون السلع والخدمات الاستهلاكية العادية سيكونون قادرين على تحملها، في حين أن الأيدي العاملة لن تحتكرها نسبياً. يمكن أن يكون لمستويات عالية من عدم المساواة في الدخل آثار سلبية على النمو الاقتصادي طويل الأجل، والعمالة، والصراع الطبقي. غالبًا ما يقترح فرض ضرائب تصاعدية كوسيلة لتخفيف العلل المجتمعية المرتبطة بعدم المساواة في الدخول المرتفعة. الفرق بين مؤشر جيني لتوزيع الدخل قبل الضرائب ومؤشر جيني بعد الضرائب هو مؤشر لآثار هذه الضريبة.
كتب الاقتصاديان توماس بيكيتي وإيمانويل سيز أن انخفاض التقدمية في السياسة الضريبية الأمريكية في فترة ما بعد الحرب العالمية الثانية زاد من عدم المساواة في الدخل عن طريق تمكين الأثرياء من الوصول إلى رأس المال.
حسب الخبير الاقتصادي روبرت هـ. فرانك، تُنفق التخفيضات الضريبية للأثرياء إلى حد كبير على السلع الموضعية مثل المنازل الكبيرة والسيارات الأكثر تكلفة. يقول فرانك إن هذه الأموال يمكن أن تدفع بدلاً من ذلك أشياء مثل تحسين التعليم العام وإجراء البحوث الطبية، ويقترح فرض ضرائب تدريجية كأداة لمهاجمة العوامل الخارجية الموضعية.

### النمو الاقتصادي
قدم تقرير نشرته منظمة التعاون الاقتصادي والتنمية في عام 2008 بحثًا تجريبيًا أظهر وجود علاقة سلبية ضعيفة بين تقدم ضرائب الدخل الشخصي والنمو الاقتصادي. في وصف البحث، صرح ويليام ماكبرايد، وهو كاتب في مؤسسة الضرائب المحافظة، أن تقدم ضرائب الدخل يمكن أن يقوض الاستثمار، والمجازفة، وريادة الأعمال، والإنتاجية لأن أصحاب الدخل المرتفع يميلون إلى القيام بالكثير من الادخار والاستثمار والمخاطر، والعمل، وارتفاع إنتاجية العمل. وفقًا لصندوق النقد الدولي، يمكن لبعض الاقتصادات المتقدمة أن تزيد من التقدمية في فرض الضرائب لمعالجة عدم المساواة، دون إعاقة النمو، طالما أن التقدمية ليست مفرطة. يذكر الصندوق أيضًا أن متوسط معدل ضريبة الدخل الأعلى للدول الأعضاء في منظمة التعاون الاقتصادي والتنمية انخفض من 62 بالمائة في عام 1981 إلى 35 بالمائة في عام 2015، وبالإضافة إلى ذلك، فإن الأنظمة الضريبية أقل تقدمًا مما تشير إليه المعدلات القانونية، نظرًا لأن الأفراد الأثرياء لديهم إمكانية أكبر للوصول إلى إعفاء ضريبي.

### التحصيل العلمي
وصف الاقتصادي جاري بيكر التحصيل العلمي بأنه أصل الحراك الاقتصادي معدلات الضريبة التصاعدية، مع رفع الضرائب على الدخل المرتفع، لها الهدف والأثر المقابل المتمثل في تخفيض العبء على الدخل المنخفض، وتحسين المساواة في الدخل. غالبًا ما يكون التحصيل العلمي مشروطًا بالتكلفة ودخل الأسرة، مما يقلل من فرص حصولهم على التعليم للفقراء. الزيادات في دخل الفقراء والمساواة الاقتصادية يقلل من عدم المساواة في التحصيل العلمي . ويمكن أن تشمل السياسة الضريبية ميزات التقدمية التي تقدم حوافز ضريبية للتعليم، مثل الإعفاءات الضريبية والإعفاءات الضريبية للمنح الدراسية.
من الآثار الضارة المحتملة للجداول الضريبية التقدمية أنها قد تقلل من حوافز التحصيل العلمي. من خلال تخفيض دخل ما بعد الضريبة للعاملين المتعلمين تعليماً عالياً، يمكن للضرائب التقدمية أن تقلل من حوافز المواطنين للحصول على التعليم، وبالتالي تخفيض المستوى العام لرأس المال البشري في الاقتصاد. ومع ذلك، يمكن تخفيف هذا التأثير عن طريق إعانة تعليمية تمولها الضريبة التصاعدية. من الناحية النظرية، يزداد الدعم العام للإنفاق الحكومي على التعليم العالي عندما تكون الضرائب تصاعدية، لا سيما عندما يكون توزيع الدخل غير متكافئ.

## عوامل نفسية

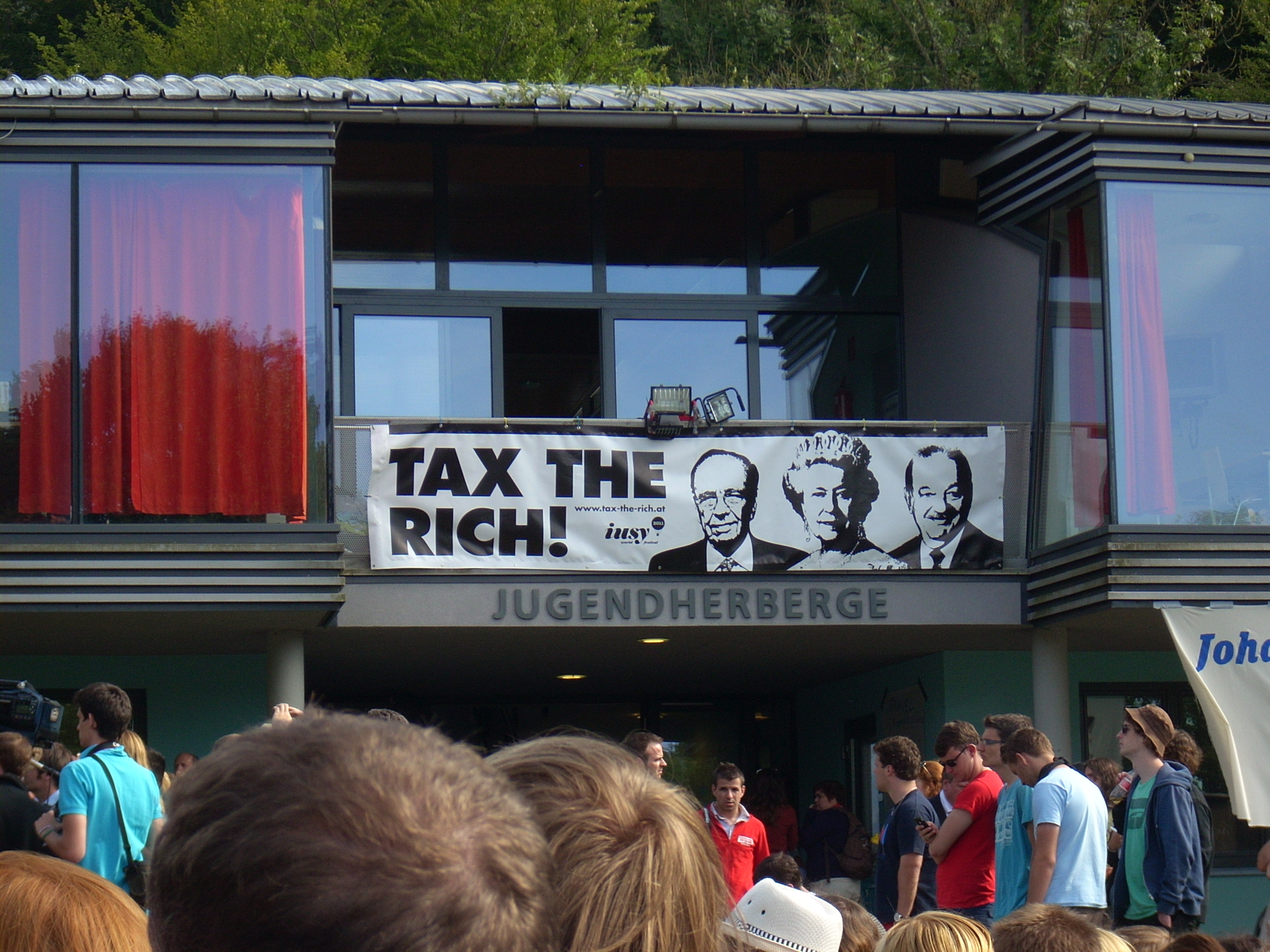
شعار "ضريبة الأغنياء" في حملة الاتحاد الدولي للشباب الاشتراكي لفرض ضريبة على المعاملات المالية.

في عام 2011، وجد علماء النفس شيجيهيرو أوشي، وأولريش شماك، وإد دينير، بعد استخدام بيانات من 54 دولة، أن الضرائب التصاعدية كانت مرتبطة إيجابيا بالرفاه الشخصي، في حين أن معدلات الضرائب الإجمالية والإنفاق الحكومي لم تكن كذلك. وأضافوا؛ «لقد وجدنا أن العلاقة بين الضرائب الأكثر تقدماً والمستويات الأعلى من الرفاهية الذاتية تم بوساطة رضا المواطنين عن المنافع العامة، مثل التعليم والمواصلات العامة».